# Mingus Plays Piano
Mingus Plays Piano è un album discografico del musicista e compositore jazz Charles Mingus pubblicato dalla Impulse! Records nel 1964. Il disco è atipico nella discografia di Mingus per l'abbandono del suo strumento abituale, il contrabbasso, in favore del pianoforte e per essere un album solista nel quale il musicista suona in completa solitudine, senza l'accompagnamento di alcuna band di supporto.

## Tracce
Tutti i brani sono opera di Charles Mingus, eccetto dove indicato.
1. Myself When I Am Real – 7:38
2. I Can't Get Started (Vernon Duke, Ira Gershwin) – 3:43
3. Body and Soul (Frank Eyton, Johnny Green, Edward Heyman, Robert Sour) – 4:35
4. Roland Kirk's Message – 2:43
5. Memories of You (Eubie Blake, Andy Razaf) – 4:37
6. She's Just Miss Popular Hybrid - 3:11
7. Orange Was the Color of Her Dress, Then Silk Blues – 4:18
8. Meditations for Moses - 3:38
9. Old Portrait - 3:49
10. I'm Getting Sentimental Over You (George Bassman, Ned Washington) – 3:46
11. Compositional Theme Story: Medleys, Anthems and Folklore – 8:35

## Crediti
- Charles Mingus - pianoforte, voce
- Bob Thiele - produzione, fotografie
- Michael Cuscuna - produzione riedizione
- Bob Simpson - ingegnere del suono
- Erick Labson - rimasterizzazione digitale
- Nat Hentoff - note interne
- Victor Kalin - copertina
- Hollis King - direzione artistica, design
- Lee Tanner - fotografie